# امپراطوری‌های اعماق اقیانوس
امپراطوری‌های اعماق اقیانوس (به انگلیسی: Empires of the Deep) یک فیلم اکشن و ماجراجویی سه بعدی فانتزی منتشر نشده به نویسندگی رندال فریکز به کارگردانی جاناتان لارنس، مایکل فرنچ و اسکات میلر و با بازی اولگا کوریلنکو است. این فیلم توسط سرمایه‌دار املاک و مستغلات چینی، جون جیانگ، طراحی شد که تا حدی بودجه تولید آن توسط آمریکا و چین به صورت مشترک تأمین شده‌است.